# Viaduc de Claye-Souilly
 (février 2023).
Si vous disposez d'ouvrages ou d'articles de référence ou si vous connaissez des sites web de qualité traitant du thème abordé ici, merci de compléter l'article en donnant les références utiles à sa vérifiabilité et en les liant à la section « Notes et références ».
Le viaduc de Claye-Souilly est un pont ferroviaire français entre Annet-sur-Marne et Claye-Souilly, en Seine-et-Marne. Long de 415,5 mètres, cet ouvrage d'art, achevé en 2004 et mis en service en 2007, permet à la LGV Est européenne de franchir la Beuvronne, le canal de l'Ourcq et la route nationale 3.